# Article 35 de la Constitution belge
L’article 35 de la Constitution belge fait partie du titre III Des pouvoirs. Il attribue aux communautés et aux régions la compétence résiduaire, c'est-à-dire l'ensemble des compétences à l'exception de celles qui sont attribuées à d'autres entités. Cet article n'est pas entré en vigueur, c'est a contrario l'autorité fédérale qui détient la compétence résiduaire.
Il date de 1993 et était à l'origine — sous l'ancienne numérotation — l'article 25 ter.

## Le texte
« L'autorité fédérale n'a de compétences que dans les matières que lui attribuent formellement la Constitution et les lois portées en vertu de la Constitution même. 
 Les communautés ou les régions, chacune pour ce qui la concerne, sont compétentes pour les autres matières, dans les conditions et selon les modalités fixées par la loi. Cette loi doit être adoptée à la majorité prévue à l'article 4, dernier alinéa. 
 
 Disposition transitoire 
 
 La loi visée à l'alinéa 2 détermine la date à laquelle le présent article entre en vigueur. Cette date ne peut pas être antérieure à la date d'entrée en vigueur du nouvel article à insérer au titre III de la Constitution, déterminant les compétences exclusives de l'autorité fédérale. »

## Histoire
Cet article a été inséré dans la Constitution à la suite des accords de la Saint-Michel, en 1992, visant à transformer la Belgique en un État fédéral. Pour certaines réformes, la majorité spéciale est requise et pour l'atteindre, la coalition gouvernementale a besoin du soutien des partis écologistes (Agalev et Ecolo) et de la Volksunie. La Volksunie déclare ne vouloir apporter son accord que si la compétence résiduaire est transférée aux entités fédérées. L'article 35 est alors rédigé mais ne pourra entrer en vigueur qu'à condition qu'une révision constitutionnelle ultérieure et une nouvelle loi spéciale soient prises. Ni l'une ni l'autre ne l'ont jamais été jusqu'à présent.

## Analyse
La rédaction du texte est inspirée de celle de l'article 105 qui prévoit que les seuls pouvoirs du Roi sont ceux que la Constitution lui attribue.
S'il entrait en vigueur, l'article 35 serait incompatible avec les articles 38 et 39.
La disposition transitoire a ceci de particulier qu'elle attribue à une loi le pouvoir de faire entrer en vigueur un article constitutionnel. Cette loi ne peut être prise que si un nouvel article est inséré dans la Constitution. Or, la déclaration de révision actuelle ne permet pas une telle révision (de même que celle de 1999 et celle de 2003). À moins d'une révision de l'article 195, l'article à insérer ne pourrait donc pas entrer en vigueur durant la législature actuelle.

## Improbabilité d'une entrée en vigueur
Diverses personnalités, comme Jean-Luc Dehaene, le Premier ministre belge à l'époque de l'insertion de cet article, considèrent que cet article n'entrera jamais en vigueur, en raison de la complexité de la procédure nécessaire pour cela.

### Politique
À l'heure actuelle, aucun accord n'existe sur l'entrée en vigueur de l'article 35 : aucun parti, qu'il soit néerlandophone ou francophone, ne le réclame. De plus, à supposer qu'une communauté souhaiterait voir la compétence résiduelle attribuée aux entités fédérées, elle ne pourrait l'imposer à l'autre puisque le gouvernement fédéral doit produire une déclaration de révision, que ce gouvernement est paritairement composé de néerlandophones et de francophones et que les décisions s'y prennent par consensus.
Enfin, la loi spéciale devrait comporter une liste des compétences fédérales.

### Juridique
L'application de l'article 35 soulèverait des difficultés juridiques. En effet, il serait nécessaire de choisir qui, des communautés ou des régions, recevrait la compétence résiduaire. Si ce sont les communautés qui la reçoivent, il serait nécessaire de déterminer comment ces nouvelles compétences seront attribuées à Bruxelles où deux communautés sont compétentes. À l'inverse, ce problème ne se poserait pas si c'étaient les régions qui héritaient de l'ensemble des compétences, mais cette solution mettrait, dans un certain sens, la Région bruxelloise au-dessus de la Communauté flamande[pourquoi ?], ce qui est politiquement inenvisageable actuellement en Flandre.
À cela s'ajoute la complication de l'interprétation de la Constitution qui s'ensuivrait. Aujourd'hui, les articles comportant le mot « loi » ultérieurs à 1970 renvoient aux lois fédérales, les articles antérieurs nécessitent de connaître la répartition des compétences pour être interprétés. Un nouveau bouleversement nécessiterait de trouver une nouvelle règle d'interprétation.

## Compétence résiduaire dans d'autres États fédéraux
Le niveau de pouvoir dans lequel se trouve la compétence résiduaire est révélateur des mouvements qui ont donné naissance à l'État fédéral. Ainsi, aux États-Unis, en Allemagne et en Suisse, ce sont les États, les Länder et les cantons qui disposent de la compétence résiduaire. Ces États sont nés d'un mouvement d'union venant d'entités plus petites. À l'inverse, au Canada c'est l'autorité fédérale qui a la compétence résiduaire et non les provinces et territoires.